# Шадрин, Анатолий Платонович
Анатолий Платонович Шадрин — советский хозяйственный, государственный и политический деятель.

## Биография
Родился в 1934 году в Прокопьевске. Член КПСС.
Окончил Сибирский металлургический институт.
В 1953—1954 — электрослесарь, горный мастер, мастер участка шахты имени Калинина.
В 1959—1965 — помощник начальника, начальник участка, освобождённый секретарь парткома, заместитель главного инженера, главный инженер разреза «Прокопьевский».
В 1965—1975 — второй, первый секретарь Рудничного райкома КПСС города Прокопьевска.
В 1975—1982 — второй, первый секретарь Прокопьевского горкома КПСС.
В 1982—1990 — инструктор, ответственный контролёр КПК при ЦК КПСС.
В 1991—1993 — гендиректор деловой ассоциации «Земляне».
В 1993—1997 — глава представительства Администрации Кемеровской области при Правительстве РФ.
Делегат XXVI съезда КПСС.
Умер в 2024 году в Москве.

## Награды
- Орден Знак Почёта (30.03.1971)